# Kloster Stavropoleos

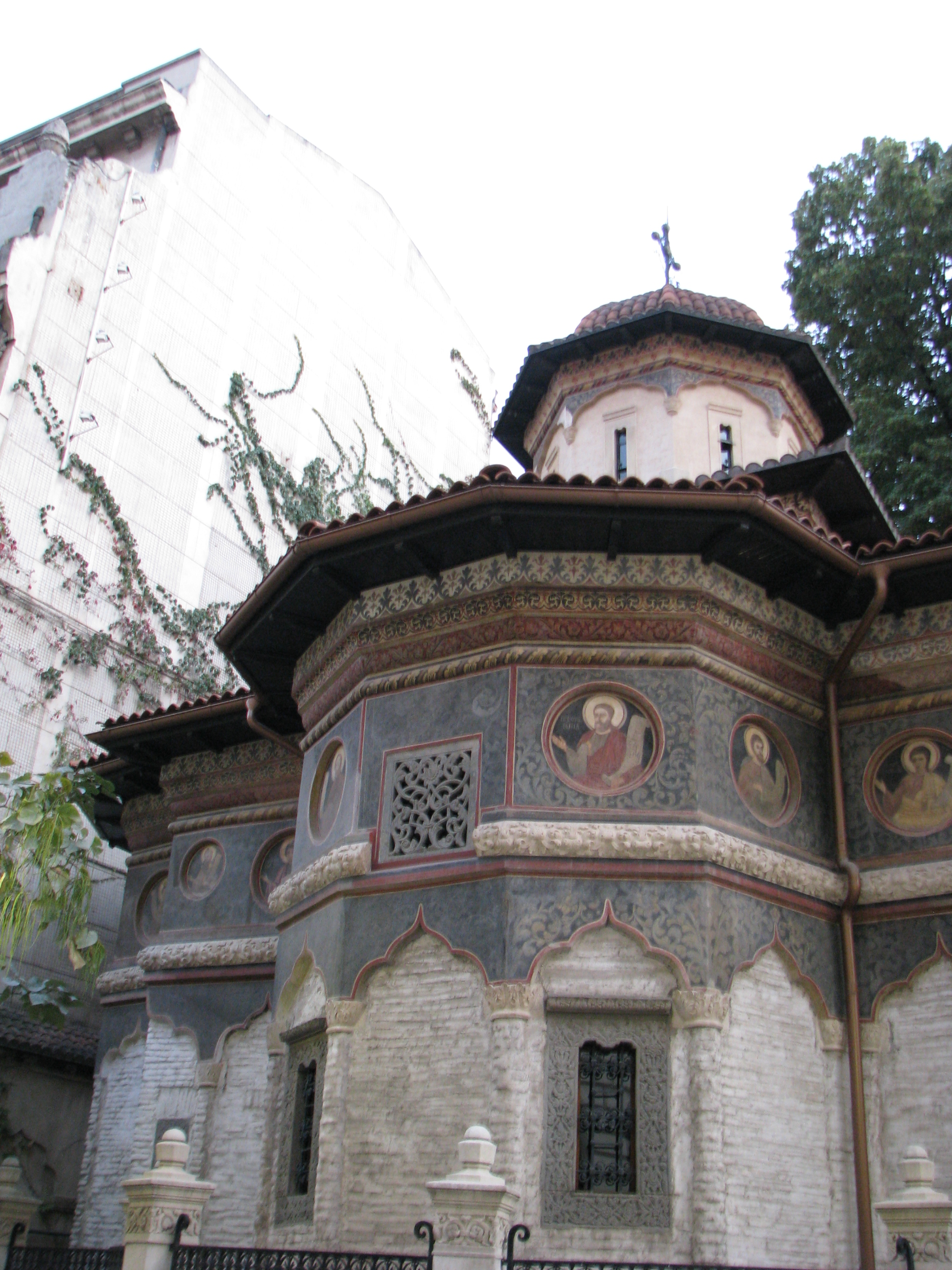
Kirche des Klosters Stavropoleos

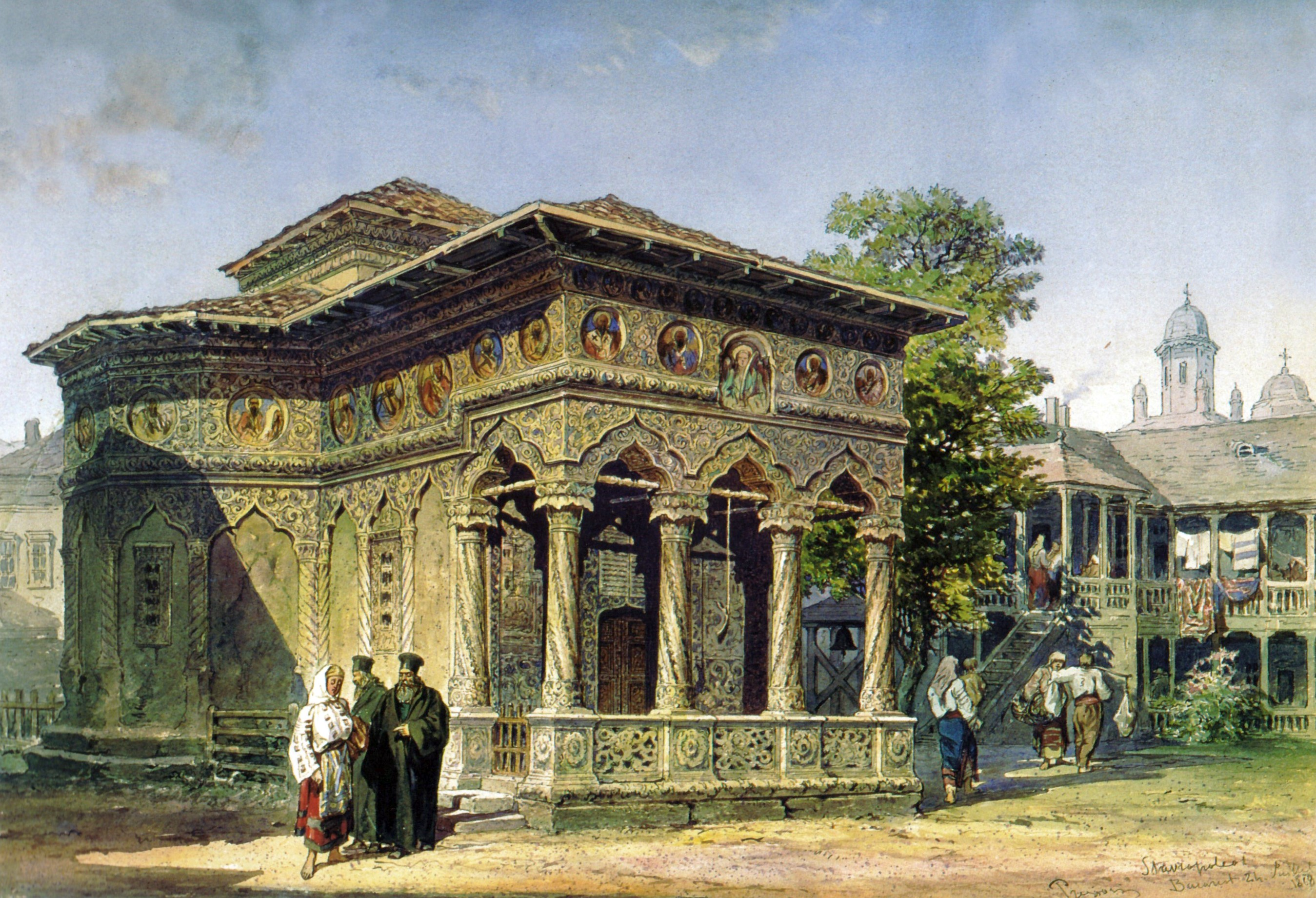
Kloster Stavropoleos 1868, Aquarell von Amedeo Preziosi

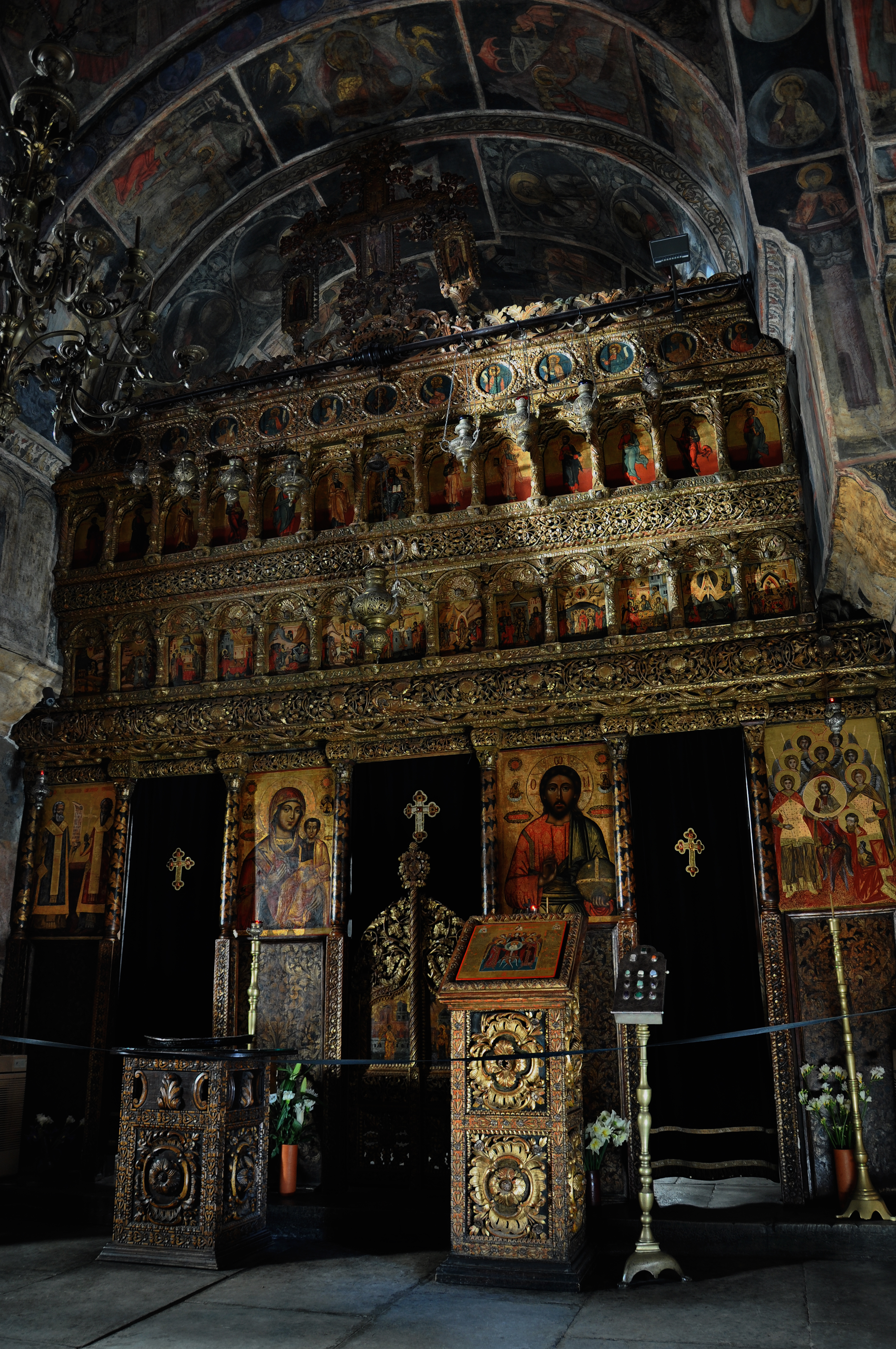
Die Ikonostase

Das Kloster Stavropoleos (rumänisch Mănăstirea Stavropoleos) ist ein Rumänisch-Orthodoxes Kloster in Bukarest. Es wurde 1724 im Brâncoveanu-Stil von dem griechischen Mönch Ioanichie Stratonikeas gebaut und gilt als eines der schönsten und bedeutendsten Architekturdenkmäler der rumänischen Hauptstadt. Die Kirche ist den heiligen Erzengeln Michael und Gabriel geweiht.

## Geschichte
Ioanichie baute hier zunächst im Jahr 1720 eine Karawanserei. Die Kirche und das Kloster wurden im Innenhof der Herberge während der zweiten Herrschaftszeit des Fürsten Nicolae Mavrocordat in der Walachei (1719–1730) errichtet. Mit ihm begann in den rumänischen Fürstentümern faktisch die sogenannte Phanariotenzeit. Finanziert wurde das Kloster (wie die meisten Bukarester Klöster der Zeit) durch die Einnahmen der dazugehörigen Herberge.

## Gegenwart
Das Kloster liegt im Zentrum von Bukarest in der gleichnamigen Straße (rumänisch Strada Stavropoleos), unweit der Calea Victoriei, der historisch bedeutendsten Straße der Altstadt von Bukarest. Vom ursprünglichen Gebäudekomplex ist nur die Kirche erhalten geblieben. Anfang des 20. Jahrhunderts wurden nach Plänen des Architekten Ion Mincu ein neuer Innenhof und ein Gebäude errichtet, das heute neben den Nonnenzellen eine Bibliothek, einen Konferenzsaal und eine Sammlung alter Ikonen und Kultgegenstände sowie einige Fresken der vom kommunistischen Regime zerstörten Bukarester Kirchen beherbergt.
Eine vielbeachtete Besonderheit der Kirche ist der seit 1994 bestehende, national wie international geschätzte Kirchenchor (Grupul Stavropoleos), der die alten Traditionen der byzantinischen und postbyzantinischen Musik wieder belebt.